# Ankh

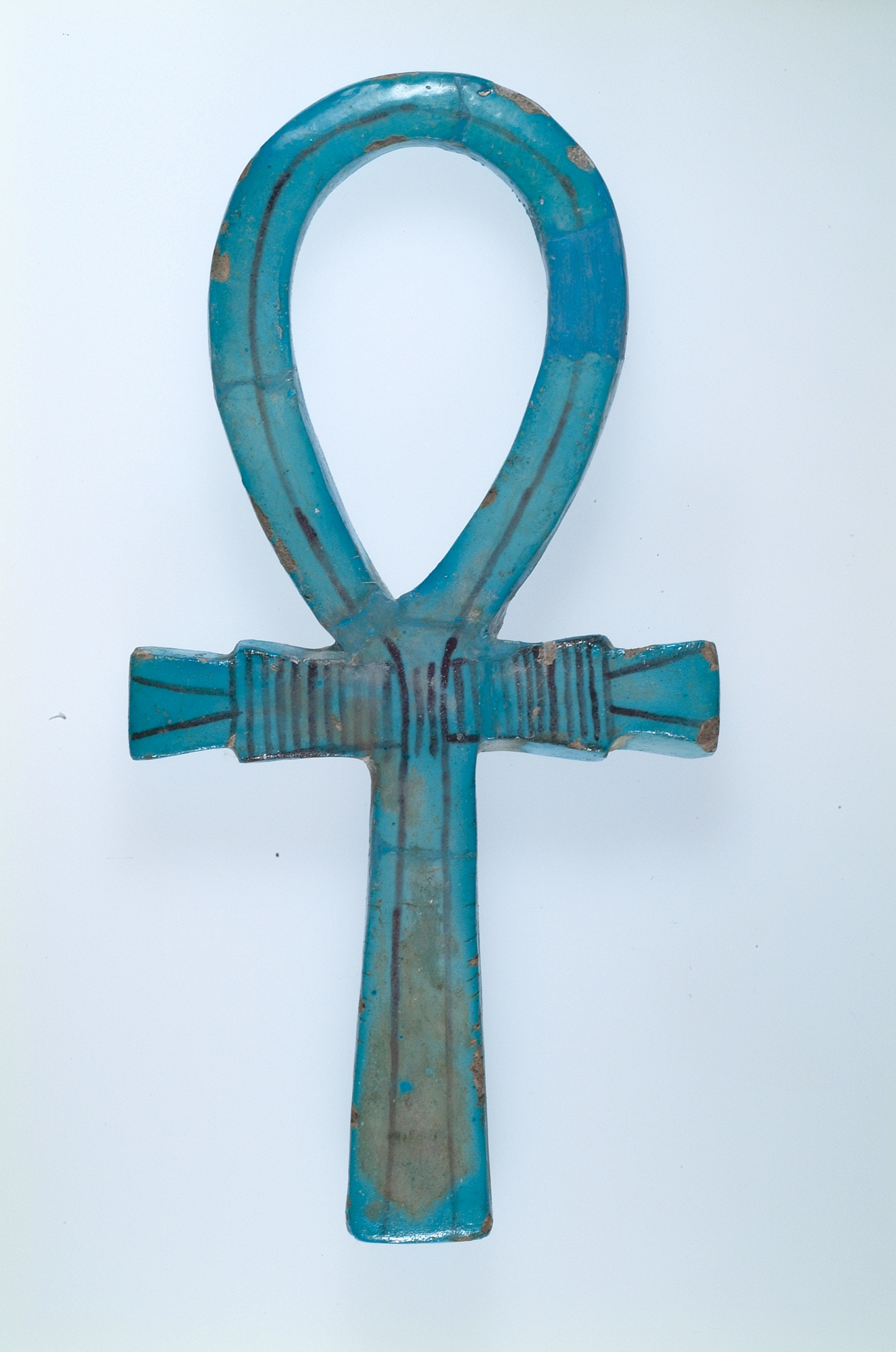
Ankh cerimoniale in faenza egiziana risalente al regno di Thutmose IV.

L'ankh (☥; anche chiamato croce ansata e chiave della vita) è un antico e sacro simbolo egiziano. Gli dei della religione egizia antica sono spesso raffigurati con un ankh in mano, o portato al gomito, oppure sul petto. In funzione di geroglifico, l'ankh, oltre che significare "vita", assume diverse sfumature, in base al contesto in cui è inserito.

## Nell'Antico Egitto
L'ankh appare di frequente nelle opere artistiche dell'Antico Egitto. Nelle raffigurazioni divine appare come caratteristica delle stesse divinità, a indicare la natura ultraterrena e l'eterna esistenza di esse. In quanto è la vita il suo significato principale, abbinato agli dei ne indica la natura di forze cosmiche, generatrici dell'universo e dunque della vita. L'ankh veniva utilizzato in particolare come amuleto, capace di infondere salute, benessere e fortuna. Spesso alla morte di una persona, che venisse mummificata o meno, l'ankh era un elemento fondamentale, con il quale il corpo doveva essere sepolto. Un altro uso frequente dell'ankh era quello che lo vedeva in funzione di specchio, nel quale il vetro riflettente era posto nell'ansa.

## Nel regno di Giuda
Nel 2009, nel corso di uno scavo archeologico effettuato ai piedi del lato meridionale del Monte del Tempio a Gerusalemme, fu rinvenuta una bulla riportante il sigillo impresso del re Ezechia (727–698 a.C.). Il sigillo, riportante il testo in antico ebraico "Appartenente a Ezechia [figlio di] Ahaz re di Giuda", raffigura anche un sole alato, con due ali rivolte verso il basso, fiancheggiato da due ankh.

## Nella tarda antichità
In epoca romana è probabile che l'ankh abbia influenzato il simbolo della mano di Venere (o specchio di Venere), simbolo della divinità, in seguito adottato come simbolo dell'omonimo pianeta nell'astrologia; come simbolo del rame nell'alchimia e come simbolo del sesso femminile nella biologia.
Con l'imposizione del cristianesimo, e conseguente destituzione e persecuzione del paganesimo, tutti i simboli appartenenti alla sfera di quest'ultima forma religiosa vennero repressi. Nonostante ciò l'ankh continuò a mantenere una certa importanza in Egitto date le profonde radici che il simbolo aveva nella cultura del luogo, e finì con l'essere assimilato dalla Chiesa copta ortodossa e adottato come simbolo stesso del cristianesimo copto, data la similarità con la croce e l'assenza di elementi zoomorfici o antropomorfici, ripudiati in origine dalla religione cristiana. Da qui la denominazione latina di crux ansata, ovvero "croce ansata". Anche in epoca cristiana mantenne l'uso di amuleto.

## Nella cultura di massa
- L'ankh è un elemento fondamentale del fumetto francese Assassin's Creed.
- L'ankh è il Sigillo di Death, la sorella più grande della famiglia degli Eterni di Sandman, serie creata da Neil Gaiman nel 1989 sotto il marchio DC Comics. La serie tratta di sette fratelli che rappresentano le sette entità fondamentali dell'esistenza umana e in particolare di Morfeo "il plasmatore" di sogni. I sette fratelli, in ordine di "esistenza", sono: Destiny (sigillo: Libro), Death (sigillo: Ankh), Dream (sigillo: un elmo molto particolare), Desire (sigillo: Cuore), Despair (sigillo: anello uncinato), Destruction (sigillo: Spada), Delirium (sigillo: Scarabocchio casuale).
- La cantautrice Anastacia, prima della notorietà, si è tatuata l'ankh sul fondo della schiena. Diventa un suo simbolo in quanto sempre in mostra all'inizio della sua carriera e immortalato in alcuni album dell'americana.
- L'ankh fu utilizzato dal chitarrista Vinnie Vincent nel suo breve periodo di militanza nei Kiss.
- In Yu-Gi-Oh!, prima serie dell'omonimo franchise, Shadi, il custode degli Oggetti del Millennio, è anche il possessore della Chiave del Millennio, un artefatto proprio a forma di ankh, che gli permette di sondare le anime. Lo stesso simbolo è ripreso nella raffigurazione giapponese della carta Magia Mostro Resuscitato, anche se nella versione occidentale è stata modificata con un altro simbolo.
- Nel film di fantascienza La fuga di Logan una chiave ankh conduce a un misterioso luogo di salvezza chiamato Santuario.
- Nel terzo episodio della serie di videogiochi Crash Bandicoot, le reliquie del tempo hanno la forma di un ankh.
- L'ankh è il simbolo del choker usato da Tokyo in La casa di carta.
- Nel film di Tony Scott "Miriam si sveglia a mezzanotte" (the Hunger) la protagonista, un vampiro proveniente dall'antico Egitto, usa l'ankh come monile, all'interno del quale si cela un piccolo pugnale, che usa per uccidere le proprie vittime per cibarsi del loro sangue.
- Nella saga letteraria The Kane Chronicles l'ankh è il simbolo della Casa della Vita ed è molto importante nella saga stessa.
- In Lost compare nell’episodio due della sesta stagione, nella custodia per chitarre che Jacob consegna a Hugo.
- Nella terza serie del manga “Le bizzarre avventure di Jojo” (Jojo no kimiyō na bōken ndr) Il personaggio del monaco egiziano Abdul (Avdol ndr.) portatore dello stand “Magician Red” in grado di creare e controllare le fiamme a suo piacimento, padroneggiava una tecnica nominata “Cross Fire Hurricane” che consisteva nella capacità di creare un grosso Ankh infuocato col quale colpire gli avversari. Essendo, come detto prima, in grado di controllare a suo piacimento questo costrutto di fiamme, egli era in grado di fare cose del tipo nasconderlo sotto terra per colpire il suo avversario alla sprovvista oppure dividerlo in  Ankh più piccoli in grado di coprire un maggior fronte d’attacco (variante Cross fire hurricane special)